# كله تمام (فلم)
كله تمام هو فيلم كوميدي مصري، من إنتاج عام 1984م، وهو من بطولة سمير غانم وإسعاد يونس وإخراج أحمد ثروت وتأليف محمد أبو يوسف.

## الشخصيات
- سمير غانم (فتحي فهمي)
- إسعاد يونس (سهير وجدي)
- وحيد سيف (صلاح وجدي)
- توفيق الدقن (الحانوتي)
- أحمد عدوية (فرغلي)
- فريدة سيف النصر (سلوى)
- علي الشريف (علي الطباخ)
- مظهر أبو النجا (سعفان المحامي)

## قصة الفيلم
يعمل فتحي صحافياً، وهو متزوج من سهير مذيعة التلفزيون الناجحة، بينما يعانى فتحي من الفشل لعدم نشر أي مقالة له، أو حتى خبر صحافي منذ تعيينه، يحاول الزوج تحقيق الشهرة عن طريق إرتكاب جريمة قتل وهمية ويقدم للشرطة جثة مجهولة مشوهة يحصل عليها من حانوتي.

## وصلات خارجية
- مقالات تستعمل روابط فنية بلا صلة مع ويكي بيانات